# .uk
A .uk az Egyesült Királyság internetes legfelső szintű tartomány kódja. Az Egyesült Királyság angol nevének (United Kingdom) kezdőbetűiből ered a kód. Csak harmadik szintű domain címeket (például valami.co.uk) lehet bejegyeztetni a tartományért felelős Nominetnél, tehát tilos a második szintű regisztráció (például valami.uk).

## Második szintű tartományok
- .ac.uk – tudományos intézetek (felsőoktatás, kutatóintézetek)
- .co.uk – kereskedelmi
- .gov.uk – kormányzat
- .ltd.uk – korlátolt felelősségű társaságok
- .me.uk – személyes
- .mil.uk – brit honvédelmi minisztérium
- .mod.uk – a brit honvédelmi minisztérium és hadsereg nyilvános oldalai
- .net.uk – internetszolgáltatók és más hálózati szolgáltatók
- .nic.uk – csak hálózati használatra
- .nhs.uk – brit Országos Egészségügyi Szolgálat
- .org.uk – nonprofit szervezetek
- .plc.uk – nyilvános korlátolt felelősségű társaságok
- .police.uk – rendőrség
- .sch.uk – iskolák, közoktatás